# ۱۲۳۰ (خورشیدی)
سال ۱۲۳۰ خورشیدی، سالی کبیسه است.

## رویدادها
- در دی ماه این سال دارالفنون گشایش یافت.

## زادروزها
- حسن رشدیه، بنیانگذار مدارس نوین در تبریز و تهران (درگذشت ۱۳۲۳)

## درگذشت‌ها
- ۲۰ دی - میرزامحمدتقی‌خان فراهانی معروف به امیر کبیر، (زاده: ۱۱۸۶)، صدر اعظم معروف ناصرالدین شاه قاجار که به دستور او در حمام فین کاشان با بریدن رگهای دستش به قتل رسید.